# Saint-Barthélemy-de-Séchilienne
Saint-Barthélemy-de-Séchilienne este o comună în departamentul Isère din sud-estul Franței. În 2009 avea o populație de 463 de locuitori.

## Evoluția populației
| An        | 1975 | 1982 | 1990 | 1999 | 2006 | 2009 |
| --------- | ---- | ---- | ---- | ---- | ---- | ---- |
| Populație | 358  | 525  | 635  | 530  | 449  | 463  |